# Lykofrón
Lykofrón (řecky Λυκόφρων Lykóphrōn) byl řecký antický filosof. Žil v 1. polovině 4. století př. n. l. Patří mezi sofisty.

## Život a názory
Bližší údaje o Lykofrónově životě nejsou známy. Z Aristotelových zmínek v Rétorice se zdá, že jeho učitel byl proslulý sofista Gorgiás z Leontín. Platón ve svém druhém dopisu tyranovi v Syrakusách Dionýsovi II. zaznamenal, že Lykofrón na jeho dvoře pobýval.
O Lykofrónových názorech se dochovaly údaje jen u Aristotela. Lykofrón šel podle něj ve své skepsi tak daleko, že odmítal používat sloveso "býti" při vynášení výroků: "Pozdější ze starých filosofů byli znepokojeni také tím, aby se totéž nestalo jedním a mnohým zároveň. Proto někteří odstranili právě slovo „je", například Lykofrón, jiní proměňovali způsob mluvy, například, ne že člověk „je bílý", nýbrž že „zbělel", aby snad připojením slova „je" nečinili jedno mnohým." O zákonu měl Lykofrón říci, že je ručitelem vzájemných práv. Relativizoval také vznešenost původu, když měl tvrdit, že urozenost je pouhé slovo. Věda je podle něj spojení vědění a duše.